# ロドノヴェリエ

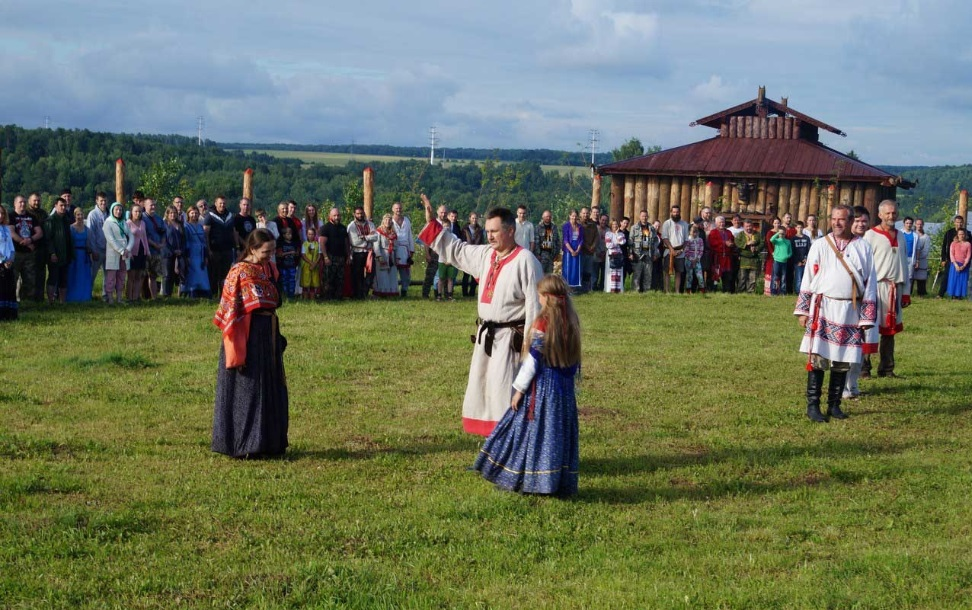
ロシアのカルーガ州に集まるロドノヴェリエの信者。

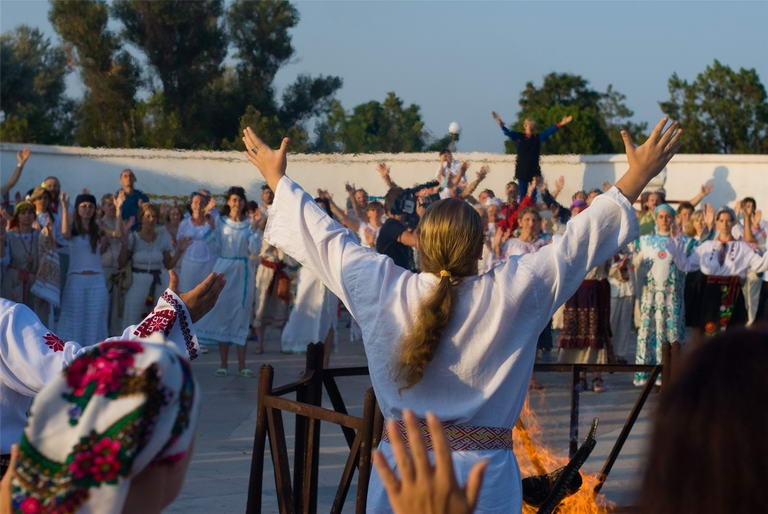
ウクライナでの集会。

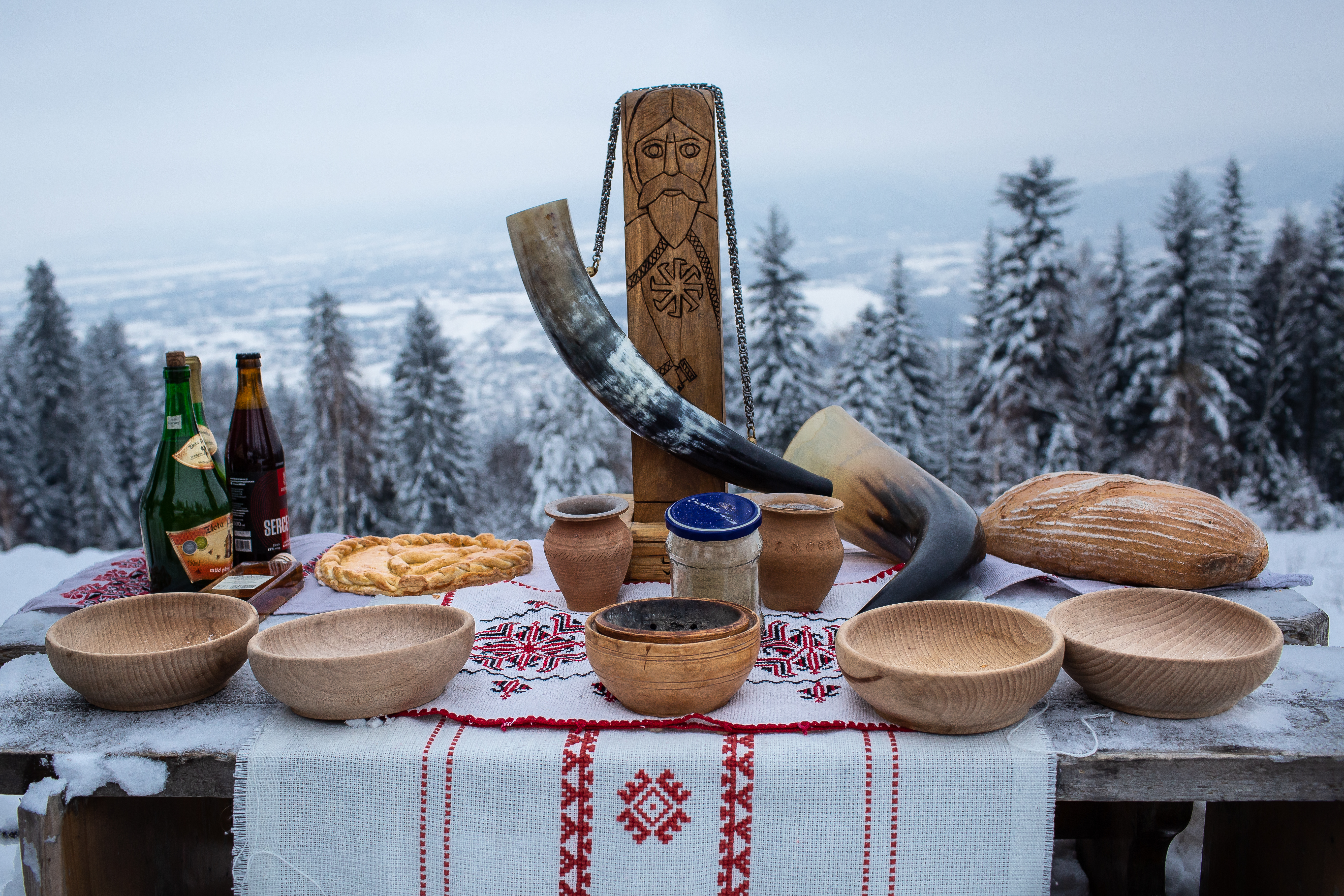
ポーランドのロドノヴェリエの屋外祭壇。

ロドノヴェリエ（Rodnovery）は、ネオペイガニズムの宗教。新宗教として分類され、中東欧のスラヴ人の歴史的な信仰体系に基づいて実践されるが、この宗教は外部の影響も受けており、様々な流れを汲んでいる。

## 実践
ロドノヴェリエは本質的にコミュニティの宗教であり、ほとんどの信者は積極的に組織に参加している。少数の信者だけが単独の実践を行っている。